# Блатешница
Блатешница е село в Западна България. То се намира в община Земен, област Перник.

## География
Село Блатешница се намира в планински район. Селото се намира на 75 км западно от град София и на 5 км от град Земен. Разположено е в полузатворена котловина в полите на Риша планина, която е част от планинския масив на Конявската планина.

## История

### Средновековие
Село Блатешница е старо, средновековно селище, упоменато под същото име още в Мрачката грамота на цар Иван Александър от 1347 г. Съществуването на селото през Късното средновековие е документирано в списъците на джелепкешаните от 1576 г., където е вписано като Блатешниче към кааза Радомир. На около 3 км югоизточно от селото са намерени остатъци от късноантична и средновековна крепост Градище, част от голяма укрепителна система по северните склонове на Конявска планина.
По време на османската власт Блатешница споделя съдбата на всички селища в България. Блатешница като село (нахия) е наброявало 25 къщи (ханета) със 160 души население, които плащали данък джизие за мъжете в работна възраст. През територията на селото са минавали много хайдушки чети, включително и на прославения Ильо войвода.
В един не много дълъг период в началото на XIX век Блатешница се разраства. По многобройните чукари, баири и долини изникват множество къщи, оформени в 29 махали, някои отдалечени на 2 – 3 км една от друга. При преброяване, проведено през 1900 г., в Блатешница са регистрирани 86 домакинства с 845 души население. На преброяването през 1938 г. регистърът показва 148 домакинства и 1215 жители.
При избухването на Балканската война един човек от Блатешница е доброволец в Македоно-одринското опълчение.

## Религии
- Населението на село Блатешница е предимно християнско източноправославно.
- През 1863 г. е създадено черковно настоятелство с цел започване строеж на православен храм. Мястото за строежа е дарено от Величко Стоименов и Диман Пеков и утвърдено от кадията на кааза Радомир, за което получава подкуп два златни медальона. Проектът е изготвен от майстор Миленко Велев от глина и показан на настоятелството. За главен майстор е определен Николчо Грозданов (приятел и помощник на майстор Миленко). Иконите са рисувани от иконописеца Георги Иванов Бобошевски. Строителството на църквата „Св. пророк Илия“ е завършено през 1870 г. Храмът е осветен на 13 август 1878 г. от кюстендилския владика Иларион.
- През 1923 г. белогвардеецът Сергей Бусов изографисва на десния клирос „Св. цар Борис Първи – Покръстител“, а на левия „Св. св. Кирил и Методий“. Тези изображения са дар от семействата Ненкови и Сирачки.
- Храмовият празник е на 2 август и е честван с курбан до 1962 г.

## Обществени институции

### Училища
- През 1860 г. отваря врати първото училище в село Блатешница, то се помещава в една стая на частен дом.
- През 1882 г. се открива новопостроено училище с 4 класни стаи, което през 1926 г. е съборено заради амортизация.
- През 1936 г. в селото отваря врати училище „Христо Ботев“ в две новопостроени сгради.
- Децата от селото ходят на училище с ученически бус до СОУ „Св. св. Кирил и Методий“, град Земен.

### Читалище
През 1953 г. по инициатива на писателя Димитър Ангелов отваря врати новопостроеното читалище, което след смъртта му носи неговото име.

## Редовни събития
- Съборът на селото се провежда през юни месец на църковния празник на „Св. Дух“, в местността „Бабина търница“. Датата се мени според църковния календар и винаги съвпада с „черешова“ Задушница.

## Личности
Родени
- майстор Миленко Велев – възрожденски архитект и строител
- Димитър Ангелов (1904 – 1977) – български писател
- Генерал-майор Димитър Кирилов Велинов (Чотката) (1922 – 1994)
- Павел Сираков – народен певец (1918 – 2007)
- полковник Иван Василев Миланов
- Румен Сираков – музикант (1941 – 2015)
- Анани Христов Златков (15 януари 1892 – 19 юли 1969)